# سيريل رومني
سيريل رومني هو مدرس وسياسي بريطاني، ولد في 1 مارس 1931 في تورتولا في المملكة المتحدة، وتوفي في 19 يوليو 2007 في فلوريدا في الولايات المتحدة بسبب سرطان. نشط حزبياً في United Party (British Virgin Islands) ‏.